# Other Voices (Paul Young)
Other Voices è un album del cantante britannico Paul Young, pubblicato dall'etichetta Columbia/CBS nel 1990.
Dall'album, disponibile su long playing, musicassetta e compact disc, sono tratti quattro singoli: Softly Whispering I Love You, Oh Girl, Heaven Can Wait e Calling You.
L'album vede la partecipazione di Neil Conti alla batteria.

## Tracce

### Lato A
1. Heaven Can Wait
2. A Little Bit of Love
3. Softly Whispering I Love You
4. Together
5. Stop on By

### Lato B
1. Our Time Has Come
2. Oh Girl
3. Right About Now
4. It's What She Didn't Say
5. Calling You